# Rhopalogaster transversarius
Rhopalogaster transversarius är en svampart som först beskrevs av Louis-Augustin Bosc d’Antic, och fick sitt nu gällande namn av J.R. Johnst. 1902. Rhopalogaster transversarius ingår i släktet Rhopalogaster och familjen hartryfflar.   Inga underarter finns listade i Catalogue of Life.